# Géonomie
Ne doit pas être confondu avec Géonémie.
La géonomie est la science des rapports entre les sociétés humaines et leur environnement naturel. Aujourd’hui (XXIe siècle) on utilise plutôt, pour la partie générale, les locutions « approche systémique », « écocitoyenneté », « écogéographie », « ethnoécologie » ou « écoanthropologie », et pour la partie appliquée les dénominations de « gestion intégrée », d’« économie écologique », de « bioéconomie » et de « développement durable ».
En effet, bien qu’introduit en français au XIXe siècle, le terme « géonomie », que l'on doit au géologue austro-hongrois Gyula Szádeczky-Kardoss (1860-1935), reste peu utilisé. Faute de connaître le mot « géonomie », beaucoup de scientifiques « font de la géonomie sans le savoir », tel Michel Saint-Jalme, alors directeur de la Ménagerie du Muséum de Paris, parlant de « l'émergence d'une nouvelle science qu'on pourrait appeler biologie de la réintroduction, et qui combine l'écologie des milieux, la biologie, l'éthologie et la sociologie ».

## Origines
Après que le biologiste allemand Ernst Haeckel a, le premier, créé en 1866 le terme d’écologie qui signifie « connaissance de la maison » (il entendait par maison, notre planète et sa biosphère), il devenait nécessaire de trouver un terme signifiant « gestion de la maison » dans le sens haeckelien de « gestion de notre planète et de sa biosphère, de nos rapports avec elles ». On ne pouvait pas utiliser économie (dont « gestion de la maison » est précisément le sens) parce que ce terme, dû à Xénophon et Aristote, était déjà pris. L’un des étudiants d’Haeckel, le naturaliste et géographe roumain Grigore Antipa, eut alors l’idée d'utiliser en 1909 le terme de géonomie qui signifie « gestion de la terre », pour décrire le système de gestion rationnelle des ressources naturelles des bassins du Danube et de la mer Noire, qu’il avait mis en place à partir de 1898 avec l’appui du roi Carol Ier de Roumanie. Ce système avait pour but de faciliter la navigation, d’augmenter la production de poisson et de cannes, et de diminuer la biomasse des moustiques, sans contrarier les équilibres écologiques ni le rôle de filtre et d’éponge à crues que jouent les zones humides. Toutefois, le terme de « géonomie » existait déjà en roumain avant 1900, mais avec un sens plus géophysique : « La géonomie est une branche de la géologie traitant des lois physiques qui président aux transformations de la forme superficielle de la Terre ».
Le terme de « géonomie » ressurgit en français en 1945 chez le géographe André Cholley, collègue d’Albert Demangeon et d'Emmanuel de Martonne qui, ayant travaillé en Roumanie (objet de plusieurs de ses mémoires et dont il avait tracé les nouvelles frontières en 1918), connaissait les travaux d’Antipa. En 1947 Maurice-François Rouge de l’Institut d’urbanisme de Paris en donne la définition : « La géonomie est une discipline nouvelle de l’action, distincte de l’urbanisme et de la géographie, c’est la science de l'organisation de l’espace, qui étudie les structures et les équilibres qui affectent l’occupation des sols, sous le triple aspect de la géographie, de la sociologie et de l’économie ». Dans les années 1970-2000, le terme fut aussi utilisé par le géographe Philippe Pinchemel, et par le biologiste écologue et éthologiste François Terrasson dans ses travaux sur un remembrement non destructif des haies en France, et sur la reconstruction des milieux aux îles Galápagos. Dans ses cours donnés au Muséum de Paris, ce dernier en précisa le sens : « étude de l’interdépendance et la coévolution entre les sociétés humaines et les écosystèmes dans le temps et l'espace », en relation avec les trois grandes « révolutions techniques » de l’humanité, chacune d’elles bouleversant profondément les biotopes de la planète :
- la « révolution du feu » intervenue (selon les hypothèses) il y a 800 000 à 400 000 ans, qui a donné au genre humain le moyen de modifier les milieux naturels (au profit du sien : la savane et la prairie), d’être un prédateur beaucoup plus efficace et de s’alimenter de nutriments cuits ;
- la « révolution néolithique » intervenue (selon les aires géographiques) il y a 8 000 à 2 000 ans, marquée par la sédentarisation et l’agriculture, qui a permis à l’espèce humaine d’occuper de plus en plus d’espace, de défricher et de fragmenter les milieux naturels en les entrecoupant d’espaces anthropisés en constant élargissement ;
- la « révolution industrielle », intervenue depuis deux siècles environ, qui a donné au genre humain accès aux énergies électrique, fossiles et fissiles, ce qui a permis un accroissement exponentiel de la productivité, de la démographie, de l’occupation des espaces et de l’exploitation de toutes les ressources, induisant dans la biodiversité une sixième grande période d’extinction d'espèces.

Toutefois « géonomie » n’a pas été intégré par les encyclopédies françaises grand public et il est souvent absent des encyclopédies roumaines modernes, bien que l’Académie roumaine des Sciences comporte un « Département des Sciences Géonomiques » et que selon les géonomes, leur discipline est appelée à un grand avenir, vu les menaces actuelles sur les équilibres environnementaux et climatiques de notre planète. Mais c’est peut-être précisément pour cette raison, parce qu’en milieu francophone l’environnement et le développement continuent à être opposés l’un à l’autre comme aux XIXe et le XXe siècle, que le terme « géonomie » reste considéré comme relevant d’un jargon technique, rarement employé et dans un sens restreint, comme synonyme d’étude d'impact. Il n’a pas non plus été adopté en anglais, bien que des scientifiques éminents tels James Lovelock, Stephen Jay Gould ou Jared Diamond aient une approche typiquement géonomique.

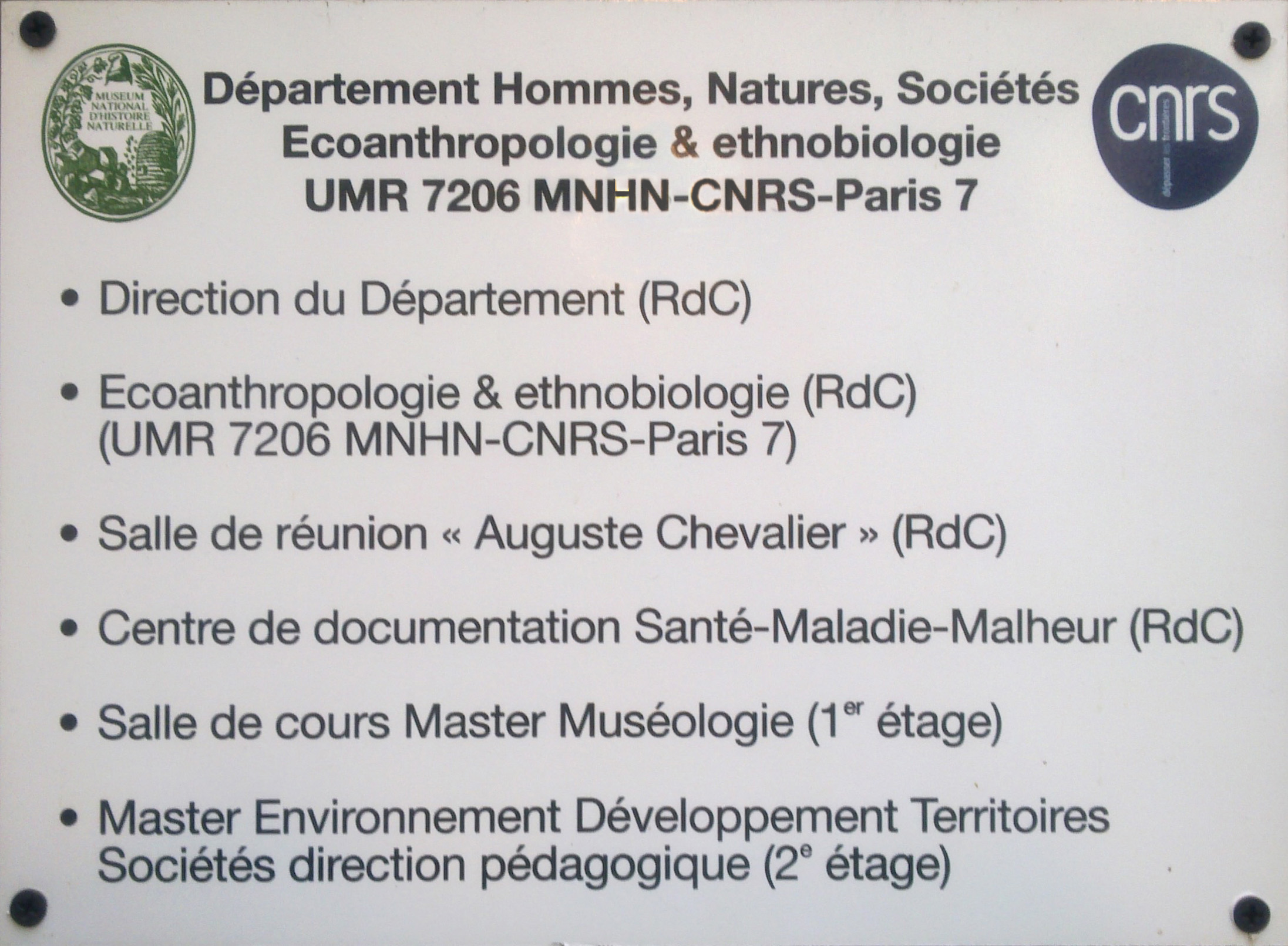
La recherche et l'enseignement de la géonomie au Muséum de Paris.

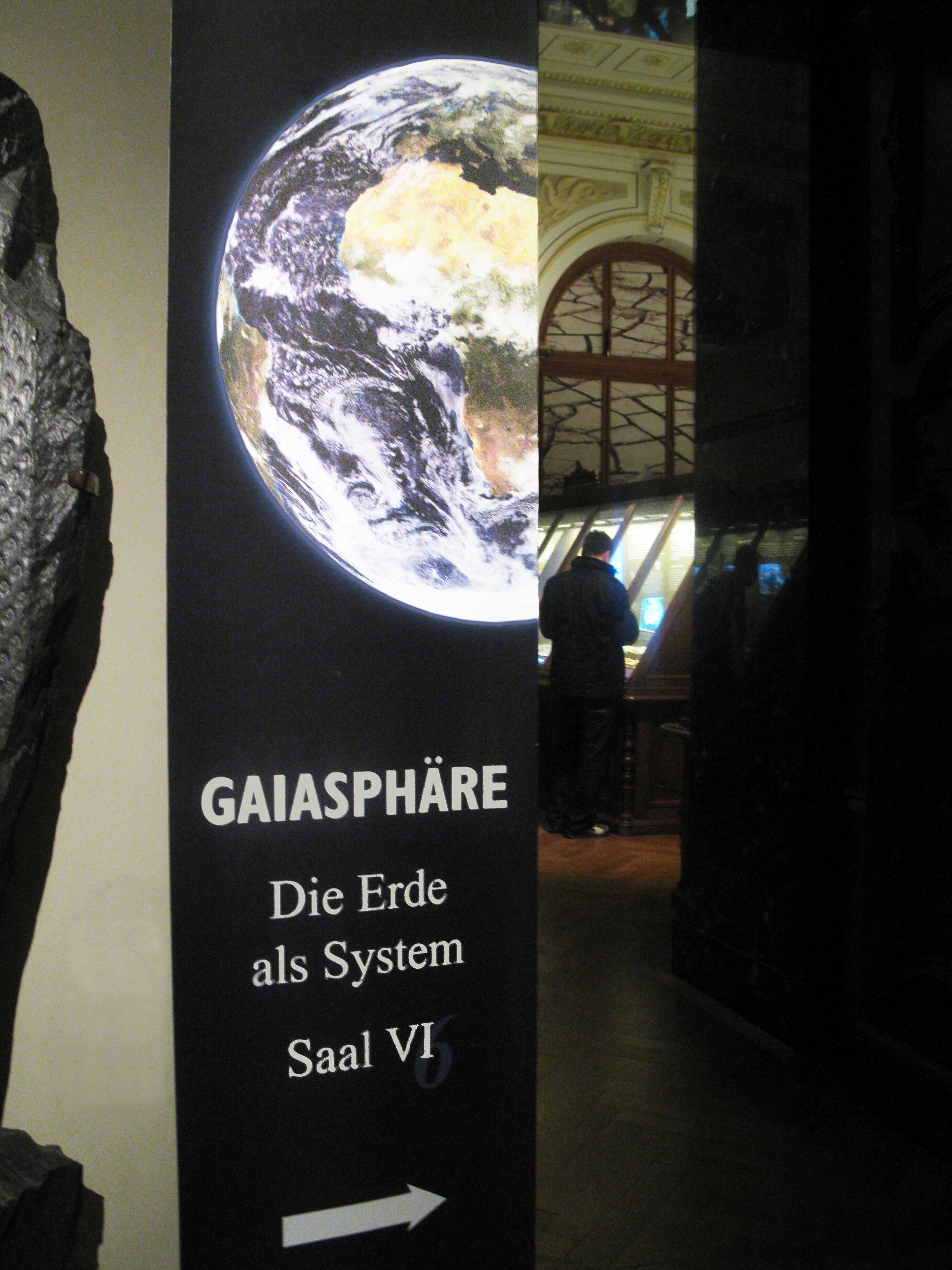
La Géonomie au Muséum de Vienne en Autriche.

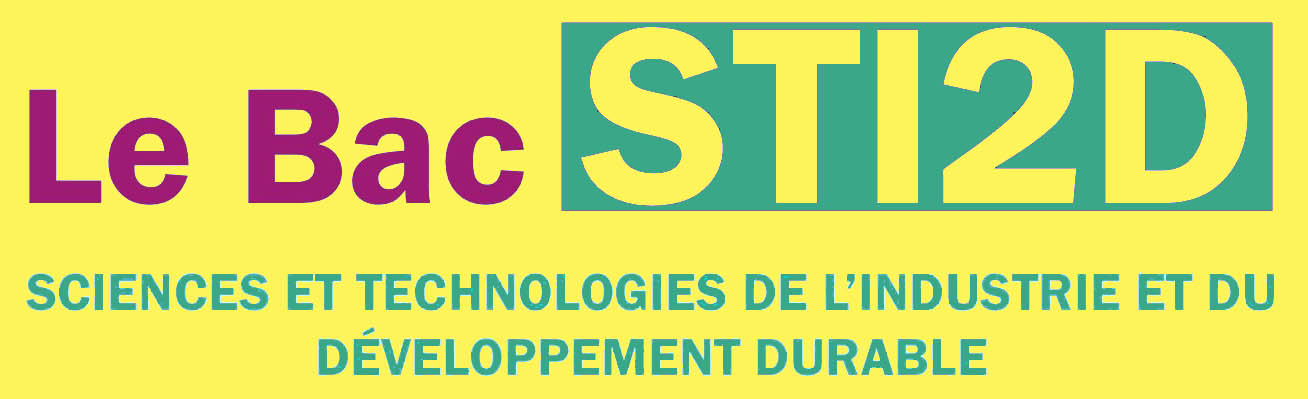
L’éducation nationale française prend en compte la Géonomie sous l’acronyme "STI-2D".

## Spécificité
La géonomie est une science à la fois théorique et appliquée : elle étudie les utilisations, la « consommation » et la réaction des milieux, mais peut aussi expérimenter et/ou préconiser des actions. À la fois descriptive à partir de mesures, conceptuelle en termes de modèles, et prédictive par le biais de projections des phénomènes observés, la géonomie permet de connaître dans quelles conditions s’élaborent les transformations qui ont des répercussions sur notre vie quotidienne. Elle permet notamment de prévoir les conséquences de nos décisions, par le biais d’études d’impact. Elle peut nous montrer comment survivre en tant qu’espèce sur cette planète en perpétuelle transformation que nous habitons, et aussi ce qui peut menacer notre survie.
Dès 1953, dans le cadre de son cours d’Organisation de l'espace à l’École pratique des hautes études, Maurice-François Rouge définit ainsi la géonomie :

« C’est un ensemble de connaissances scientifiques pris dans les sciences et disciplines de base (géographie physique et humaine, géologie, pédologie, climatologie, écologie, démographie, sociologie, économie…) qui sont mises à contribution pour décrire la réalité des espaces et les lois et conditions de leurs modifications possibles; ensuite une série de combinaisons de ces apports, aidées par différentes techniques (mathématiques, cartographiques, statistiques) qui constituent les moyens utilisés par le "géonome" dans son "art" de recherche des solutions les meilleures »

.
Pour un géonome, histoire naturelle et histoire humaine ne sont qu’une seule histoire : les problèmes de l’économie, du climat, de l’environnement sont reliés : les solutions doivent l’être aussi. Dans cette perspective, écologie et économie ne sauraient suivre des logiques antagonistes, mais représentent deux aspects de la même réalité. La géonomie cherche des réponses à ces problèmes, dans l’objectif de tenter de léguer à nos descendants un monde encore habitable pour notre espèce, et pour d’autres. La terre, l’eau, le climat, la vie, l’humanité forment un tout et dépendent les uns des autres : apprendre à décrypter le passé, c’est mieux comprendre notre présent et mieux anticiper notre avenir. L’hypothèse Gaïa émise par James Lovelock et ses collègues, ainsi que les travaux de Jared Diamond et de René Dumont, relèvent d’une démarche typiquement géonomique, même si ces auteurs n’ont pas utilisé ce terme.

## Modèle des pulsations
La démarche géonomique peut expliquer l’expansion de certains groupes humains ou civilisations par des causes essentiellement environnementales ayant permis une expansion démographique, culturelle et militaire. L’apparition d’anticorps ou de défenses contre une endémie (par exemple les hématies falciformes contre les plasmodes du paludisme), l’exploitation de telle ou telle nouvelle ressource (par exemple les animaux domestiques ou les métaux) et l’émergence de telle ou telle nouvelle technologie (par exemple l’irrigation ou la métallurgie du fer) peuvent expliquer les brusques expansions des Indo-Européens, des Bantous, des peuples turciques ou des Austronésiens par exemple. Mais au terme d’une période, ces expansions s’« essoufflent » et peuvent s’effondrer. En Océanie, dans les cas de Henderson Island ou de l’île de Pâques et en Europe, il est facile de corréler événements naturels et événements historiques. Par exemple, il semble que la période d’abandon de nombreux sites de peuplement agricole du XIIIe siècle av. J.-C. au IXe siècle av. J.-C. en Italie et en Grèce coïncide avec de grandes éruptions des volcans de l’hémisphère nord, ou encore que la période des « grandes invasions » du IIe siècle au Xe siècle coïncide avec la péjoration climatique de ce temps en Eurasie septentrionale. On connaît bien aussi les effets des grandes épidémies, telles la grande peste en Europe au XIVe siècle. Ces alternances d’expansion et d’effondrement forment la théorie des « pulsations » décrites par Jared Diamond dans son livre Collapse (Effondrement).
Dans cette optique, comme l’expliquent Diamond, et aussi Al Gore dans son film Une vérité qui dérange ou Leonardo DiCaprio dans son film La Onzième Heure, le dernier virage, la très récente civilisation technologique mondiale actuelle et ses sept à huit milliards d’habitants constitue une « pulsation » qui s’explique essentiellement par l’accès aux combustibles fossiles et à l’uranium ; une fois celles-ci épuisées, que ce soit dans un demi-siècle ou dans cinq siècles, et quels que soient d’ici-là les progrès de la technologie, les énergies disponibles se limiteront à nouveau aux énergies renouvelables, comme avant l’âge du charbon, et l’humanité devra revenir à moins d'un milliard d’habitants et à des technologies ne nécessitant pas l’emploi ou la transformation d’hydrocarbures ou d’uranium. Le rôle de la géonomie dans cette transition est d’anticiper les phénomènes de manière à la rendre la moins violente et conflictuelle possible.

## Critiques
La critique de la démarche géonomique émane surtout de sociologues et vise à démontrer que le progrès scientifique et technique permettrait de relever tout défi que la nature poserait à l’humanité, et que les problèmes environnementaux ne seraient que les effets secondaires de certains choix sociaux et politiques, d’une organisation socioéconomique déficiente, et seraient résolus (ou ne se manifesteraient pas) avec d’autres choix et une autre organisation. Ce débat a été réactivé en 2020 par la « crise sanitaire » due au passage à l'espèce humaine du SARS-CoV-2, à l'origine du Covid-19. Des scientifiques se joignent parfois à ces sociologues, tels l'anthropologue Benny Peiser ou le physicien Claude Allègre. Cependant, ces sociologues, ainsi que les historiens qui affirment que seules des causes politiques, économiques ou sociales peuvent être prouvées pour les évènements historiques, ne prennent pas en compte les faits qui contredisent leurs théories (par exemple, en niant le fait que de nombreuses migrations et invasions humaines ont pu résulter d’une dégradation importante de leurs écosystèmes d’origine ou de péjorations climatiques, même attestées par les études paléoclimatologiques, volcanologiques et palynologiques).
Les critiques de la démarche géonomique affirment, d’une part, que ces corrélations sont souvent difficiles à dater avec précision, et d’autre part que corrélation n’est pas cause. Pour eux, les traces de violence associées à ces abandons ou invasions peuvent avoir eu des causes sociales, comme la croissance démographique et la hiérarchisation au sein de sociétés dites « barbares » en pleine transformation sous l’influence des empires méridionaux (Rome, Byzance, Chine…), objets de leur convoitise.
Toutefois ces controverses n’affectent pas les géonomistes de terrain, qui soulignent que les causes d’un phénomène et les solutions aux défis actuels ne sont jamais uniques.

### Filmographie
- Richard Fleischer, Soleil vert, 1973.
- Robert Bresson, Le Diable probablement 1977.
- Godfrey Reggio, Koyaanisqatsi, 1983.
- Jorge Furtado, L'Île aux fleurs (Ilha das Flores), 1989.
- Kevin Reynolds, Rapa Nui, 1994.
- Al Gore, Une vérité qui dérange, 2006.
- Franny Armstrong, L'Âge de la stupidité, 2007.
- Leonardo DiCaprio, La 11e heure, le dernier virage, 2007.
- Jean-Paul Jaud, Nos enfants nous accuseront, 2008.
- Nicolas Hulot, Le Syndrome du Titanic 2009.
- Coline Serreau, Solutions locales pour un désordre global, 2010.